# Schietpartij in Kazan op 11 mei 2021
Op 11 mei 2021 vond een schietpartij plaats op een school in Kazan, Tatarstan, Rusland. Negen mensen stierven aan hun verwondingen, en 23 anderen raakten gewond. De 19-jarige schutter, ex-leerling Ilnaz Galjavijev, werd door een agent overmeesterd en legde de volgende dag een bekentenis af. Hij werd in april 2023 veroordeeld tot een levenslange gevangenisstraf.

## Schietpartij
De schietpartij vond plaats in gymnasium nr. 175, een school in Kazan, Tatarstan, Rusland die op dat moment 714 studenten en 70 leerkrachten telde. Om 9.24u Moskoutijd werd Galjavijev bij de ingang gestopt door een beveiligingssysteem. Galjavijev begon op een leerkracht te schieten toen die probeerde Galjavijev tegen te houden. De gewonde leerkracht slaagde er om 9.25u in een paniekknop in te drukken waardoor er in de school een alarm afging en de politie werd gewaarschuwd. Dankzij het alarm wisten de leerkrachten op tijd hun klaslokalen te sluiten.
Daarna probeerde Galjavijev tevergeefs verschillende lokalen binnen te gaan en begon hij op mensen te schieten in de gang, waarbij een leerkracht om het leven kwam. Vervolgens stak Galjavijev zijn Geïmproviseerde bom af bij een lokaal op de eerste verdieping, waar op dat miment Engels gegeven werd. Nadat hij dat had gedaan, ging hij naar de tweede verdieping, herlaadde hij zijn wapen in een toilet en schoot nog een leerkracht dood. Daarna ging Galjavijev naar lokaal 310 op de derde verdieping en schoot hij daar zeven leerlingen dood. Toen de politie arriveerde om 9.33u, probeerde Galjavijev net te vertrekken omdat zijn kogels op waren. De hele school werd binnen 20 minuten geëvacueerd.
De brandweer redde 23 mensen op de derde verdieping van de school.

## Slachtoffers
Negen mensen stierven tijdens de schietpartij, zeven daarvan waren studenten van de achtste graad en twee daarvan leerkrachten. Een student pleegde later zelfmoord, wat gelinkt is aan de schietpartij.
Twintig studenten tussen de zeven en vijftien jaar raakten gewond, net zoals drie volwassenen. Eén van de studenten moest na een operatie ademen dankzij kunstmatige ademhaling.

## Schutter
Ilnaz Renatovich Galjavijev, een 19-jarige bewoner van Kazan, werd aangehouden. Hij studeerde af bij Gymnasium nr. 175 in 2017 en werd in mei 2021 geschorst van het college TISBI, een managementacademie in Kazan. Hij had nog geen strafblad. Op de ochtend van de schietpartij postte Galjavijev een foto op Telegram waarin hij een gezichtsmasker droeg. Bovenaan stond het woord 'god' in het Russisch en onderaan de post stond: 'Vandaag zal ik een grote hoeveelheid bioafval afmaken en mezelf neerschieten.'
Galjavijev was van plan om 6 mei de schietpartij al te laten doorgaan, maar dat ging niet door omdat Russisch president Vladimir Poetin die dag als een vrije dag had uitgeroepen, waardoor er tot 11 mei geen school meer was.
Het Hatsan Escort PS Guard semiautomatisch jachtgeweer gebruikt door Galjavijev werd op 16 april officieel geregistreerd, twee dagen nadat hij een vergunning verkreeg om een wapen in bezit te hebben. Ook zocht hij op het internet naar manieren om zelf een bom te maken.
Galjavijev maakte twee bommen, maar bracht er maar één mee naar de school.

### Juridische procedures
Op 12 mei 2021 bekende Galjavijev schuld aan de moord op twee of meer personen, waar een levenslange gevangenisstraf op staat. In december 2021 werden hem vier feiten ten laste gelegd: moord en poging tot moord op twee of meer personen, inclusief minderjarigen; vervaardiging en opslag van explosieven; en opzettelijke vernietiging en beschadiging van privé-eigendom.
Op 13 april 2023 om 10 uur Moskoutijd werd Galjavijev veroordeeld tot een levenslange gevangenisstraf. 